# Geranium yeoi
Geranium yeoi är en näveväxtart som beskrevs av Carlos Aedo och Muñoz Garm.. Geranium yeoi ingår i släktet nävor, och familjen näveväxter. Inga underarter finns listade i Catalogue of Life.